# Chrysler K-Cars
Die Chrysler K-Cars waren eine Modellfamilie der US-amerikanischen Automobilhersteller Chrysler, Dodge und Plymouth, die auf der sogenannten K-Plattform mit Frontantrieb des Konzerns aufbauten. Chryslers K-Plattform der 1980er-Jahre zählt zu den konsequentesten und vielseitigsten Baukastensystemen der Automobilgeschichte. Bis 1991 entwickelte Chrysler immer neue Ableitungen dieser Konstruktion. Die Verkaufserfolge der K-Plattform und ihrer Abwandlungen waren wesentlich für das Überleben des wirtschaftlich angeschlagenen Chrysler-Konzerns verantwortlich.

## Entstehungsgeschichte

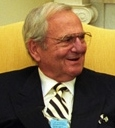
Oft als Vater der K-Cars bezeichnet: Lee Iacocca

Die K-Plattform ist eng mit dem Automobilmanager Lee Iacocca verbunden, der nach jahrzehntelanger Tätigkeit für den Ford-Konzern 1978 die Leitung des nahezu insolventen Konkurrenten Chrysler übernahm. Iacocca legte zwar nicht den Grundstein für die Konstruktion der K-Plattform – tatsächlich waren die ersten Weichenstellungen noch unter dem vorherigen Management erfolgt –; Iacocca erkannte aber das Potential der Konstruktion und verantwortete ihre Weiterentwicklung zu einem Baukastensystem, das er bereits bei Ford angedacht hatte, dort aber nicht durchsetzen konnte.
Die K-Cars im engeren Sinne umfassten mit den zum Modelljahr 1981 erschienen Dodge Aries, Plymouth Reliant und Chrysler LeBaron die Nachfolgemodelle für die heckgetriebenen Dodge Aspen, Plymouth Volare und den ersten Chrysler LeBaron. Aufgrund des Frontantriebes waren diese Modelle überaus geräumig und konnten damit als Konkurrenten der heckgetriebenen Chevrolet Malibu und Ford Fairmont und deren Schwestermodellen gelten. Die US-Behörden, die die Fahrzeugklassen nach Innenraumvolumen definieren, rechneten die kompakten K-Cars tatsächlich zu den Mittelklassemodellen. Auf der teils leicht abgewandelten Technik dieser ursprünglichen K-Cars bauten in der Folge zahlreiche weitere Modelle des Chrysler-Konzerns auf, die unten aufgelistet sind. Letzter Vertreter der K-Plattform-Modelle war das 1995 eingestellte Chrysler LeBaron Cabriolet.

## Merkmale
Allen Versionen der K- und der davon abgeleiteten Plattformen gemein war der Grundentwurf mit querstehendem Frontmotor und Frontantrieb. Das Fahrwerk hatte eine starre Torsionskurbelachse hinten und einzeln an MacPherson-Federbeinen und Querlenkern aufgehängte Vorderräder mit Zahnstangenlenkung. Angetrieben wurden diese Modelle von Saug- und Turbovarianten der Chrysler-eigenen 2,2- und 2,5-l-Reihenvierzylindermotoren oder von Mitsubishis zugelieferten 2,6-l-Vierzylinder und 3,0-l-V6-Motoren. Sie waren mit Vier- oder Fünfganggetrieben, in der Regel aber mit Chryslers dreigängiger TorqueFlite- oder der späteren Ultradrive-Viergangautomatik gekoppelt.

## Übersicht über die K-Cars und verwandte Modelle
| Plattform    | Radstand     | Bauzeit   | Marke    | Modell                   | Limousine | Coupé     | Cabriolet | Kombi     | Minivan   | Bild                         |
| ------------ | ------------ | --------- | -------- | ------------------------ | --------- | --------- | --------- | --------- | --------- | ---------------------------- |
| K-Car        | 2545 mm      | 1981–1989 | Dodge    | Aries                    | 1981–1989 | 1981–1989 | –         | 1981–1988 | –         | Dodge Aries                  |
| K-Car        | 2545 mm      | 1981–1989 | Plymouth | Reliant                  | 1981–1989 | 1981–1989 | –         | 1981–1988 | –         | Dodge Aries                  |
| Super-K      | 2545 mm      | 1981–1988 | Chrysler | LeBaron                  | 1982–1988 | 1982–1986 | 1982–1986 | –         | –         | Chrysler LeBaron Sedan       |
| Super-K      | 2545 mm      | 1981–1988 | Chrysler | Town & Country           | –         | –         | –         | 1982–1988 | –         | Chrysler LeBaron Sedan       |
| Super-K      | 2545 mm      | 1981–1988 | Dodge    | 400                      | 1982–1983 | 1982–1983 | 1982–1983 | –         | –         | Chrysler LeBaron Sedan       |
| Super-K      | 2545 mm      | 1981–1988 | Dodge    | 600                      | –         | 1983–1986 | 1983–1986 | –         | –         | Chrysler LeBaron Sedan       |
| E-Plattform  | 2620 mm      | 1982–1988 | Chrysler | E Class                  | 1982–1984 | –         | –         | –         | –         | Chrysler New Yorker          |
| E-Plattform  | 2620 mm      | 1982–1988 | Chrysler | New Yorker               | 1983–1987 | –         | –         | –         | –         | Chrysler New Yorker          |
| E-Plattform  | 2620 mm      | 1982–1988 | Chrysler | New Yorker Turbo         | 1988      | –         | –         | –         | –         | Chrysler New Yorker          |
| E-Plattform  | 2620 mm      | 1982–1988 | Dodge    | 600                      | 1982–1988 | –         | –         | –         | –         | Chrysler New Yorker          |
| E-Plattform  | 2620 mm      | 1982–1988 | Plymouth | Caravelle                | 1983–1988 | –         | –         | –         | –         | Chrysler New Yorker          |
| G-Plattform  | 2465 mm      | 1984–1993 | Chrysler | Laser                    | –         | 1984–1986 | –         | –         | –         | Dodge Daytona                |
| G-Plattform  | 2465 mm      | 1984–1993 | Dodge    | Daytona                  | –         | 1984–1993 | –         | –         | –         | Dodge Daytona                |
| S-Plattform  | 2845–3025 mm | 1984–1990 | Chrysler | Town & Country           | –         | –         | –         | –         | 1990      | Plymouth Voyager             |
| S-Plattform  | 2845–3025 mm | 1984–1990 | Dodge    | Caravan                  | –         | –         | –         | –         | 1984–1990 | Plymouth Voyager             |
| S-Plattform  | 2845–3025 mm | 1984–1990 | Plymouth | Voyager                  | –         | –         | –         | –         | 1984–1990 | Plymouth Voyager             |
| H-Plattform  | 2620 mm      | 1984–1989 | Chrysler | LeBaron GTS              | 1984–1989 | –         | –         | –         | –         | Chrysler LeBaron GTS         |
| H-Plattform  | 2620 mm      | 1984–1989 | Dodge    | Lancer / Shelby Lancer   | 1984–1989 | –         | –         | –         | –         | Chrysler LeBaron GTS         |
| J-Plattform  | 2550 mm      | 1986–1995 | Chrysler | LeBaron                  | –         | 1986–1993 | 1986–1995 | –         | –         | Chrysler LeBaron Convertible |
| P-Plattform  | 2462 mm      | 1986–1994 | Dodge    | Shadow                   | 1986–1994 | –         | 1991–1993 | –         | –         | Plymouth Sundance            |
| P-Plattform  | 2462 mm      | 1986–1994 | Plymouth | Sundance                 | 1986–1994 | –         | –         | –         | –         | Plymouth Sundance            |
| C-Plattform  | 2649–2654 mm | 1988–1993 | Chrysler | New Yorker               | 1988–1993 | –         | –         | –         | –         | Dodge Dynasty                |
| C-Plattform  | 2649–2654 mm | 1988–1993 | Chrysler | New Yorker Landau        | 1988–1991 | –         | –         | –         | –         | Dodge Dynasty                |
| C-Plattform  | 2649–2654 mm | 1988–1993 | Dodge    | Dynasty                  | 1988–1993 | –         | –         | –         | –         | Dodge Dynasty                |
| Y-Plattform  | 2784 mm      | 1990–1993 | Chrysler | New Yorker Fifth Avenue  | 1990–1993 | –         | –         | –         | –         | Chrysler Imperial            |
| Y-Plattform  | 2784 mm      | 1990–1993 | Chrysler | Imperial                 | 1990–1993 | –         | –         | –         | –         | Chrysler Imperial            |
| A-Plattform  | 2624–2629 mm | 1988–1995 | Chrysler | LeBaron / Saratoga       | 1990–1995 | –         | –         | –         | –         | Plymouth Acclaim             |
| A-Plattform  | 2624–2629 mm | 1988–1995 | Dodge    | Spirit                   | 1989–1995 | –         | –         | –         | –         | Plymouth Acclaim             |
| A-Plattform  | 2624–2629 mm | 1988–1995 | Plymouth | Acclaim                  | 1989–1995 | –         | –         | –         | –         | Plymouth Acclaim             |
| Q-Plattform  | 2370 mm      | 1989–1991 | Chrysler | TC by Maserati           | –         | –         | 1989–1991 | –         | –         | Chrysler TC by Maserati      |
| AS-Plattform | 2845–3030 mm | 1991–1995 | Chrysler | Town & Country / Voyager | –         | –         | –         | –         | 1991–1995 | Plymouth Voyager             |
| AS-Plattform | 2845–3030 mm | 1991–1995 | Dodge    | Caravan/Grand Caravan    | –         | –         | –         | –         | 1991–1995 | Plymouth Voyager             |
| AS-Plattform | 2845–3030 mm | 1991–1995 | Plymouth | Voyager/Grand Voyager    | –         | –         | –         | –         | 1991–1995 | Plymouth Voyager             |